# Noëlle Chevigny
Pour les articles homonymes, voir Chevigny.
Noëlle Chevigny est une joueuse de volley-ball  française née le 3 septembre 1985  à Saint-Raphaël (Var). Elle mesure 1,87 m et joue centrale.

## Clubs
| AS Saint-Raphaël Volley-Ball | France | 2003-2004 | 2005-2006 |
| USSP Albi Volley-Ball        | France | 2006-2007 | 2008-2009 |
| UGSE Nantes Volley Féminin   | France | 2009-2010 | …         |
| MO MOUGINS VB                | FRANCE | 2014-2015 |           |